# Металофлуоресцентний індикатор
Металофлуоресцентний індикатор (рос. металлофлуоресцентный индикатор, англ. metallofluorescent indicator) — комплексотворний  реагент, який при опроміненні світлом певної довжини хвилі флуоресціює, змінюючи колір свічення при взаємодії з йонами металів, але знову відновлює свою первісну флуресценцію при витісненні з комплексу в точці еквівалентності або поблизу неї.